# Kazimierz Kalinowski
Kazimierz Kalinowski (ur. 3 marca 1906 w Pabianicach, zm. 24 maja 1977 w Olsztynie) – polski naukowiec, farmaceuta i fizykochemik, profesor zwyczajny, dr habilitowany, dr filozofii, dr nauk farmaceutycznych.

## Życiorys
Urodził się jako piąte dziecko w wielodzietnej (siedmioro dzieci) rodzinie Franciszka i Marii z Warszawskich. Jego ojciec, inżynier mechanik, posiadał w centrum Pabianic dobrze prosperującą wytwórnię precyzyjnych części i maszyn do przemysłu włókienniczego wraz z odlewnią żeliwa. Gimnazjum ukończył w Pabianicach.

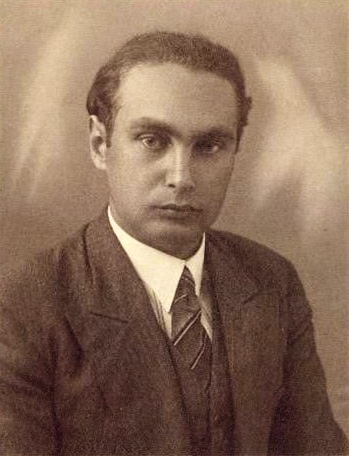
dr Kazimierz Kalinowski – docent Uniwersytetu Poznańskiego, 1933 r.

W latach 1926–1930 studiował na Oddziale Farmaceutycznym Wydziału Matematyczno-Przyrodniczego Uniwersytetu Poznańskiego w Poznaniu. W 1930 r. uzyskał dyplom magistra farmacji. W 1931 r. w Poznaniu ożenił się z Zofią Elżbietą Frydlewicz, która także studiowała na Uniwersytecie Poznańskim. W latach 1930–1935 pracował jako starszy asystent w Zakładzie Chemii Farmaceutycznej Oddziału Farmaceutycznego. W 1932 r. otrzymał dwa doktoraty na tamtejszym uniwersytecie: nauk farmaceutycznych i filozofii. W latach 1935–1939 był najpierw organizatorem, a następnie kierownikiem Zakładu Farmakodynamiki i Badań Środków Spożywczych, a latach 1933–1939 także wykładowcą na Wydziale Matematyczno-Przyrodniczym. W 1935 r. był habilitowany na docenta chemii farmaceutycznej na wydziale Matematyczno-Przyrodniczym U.P. w Poznaniu. W 1935 r. uzyskał tytuł aptekarza aprobowanego, co uprawniało go do prowadzenia aptek na terenie całego kraju. W 1936 r. otrzymał stypendium naukowe z Fundacji im. Br. Koskowskiego i wyjechał na 2-letni staż i pracę do Zakładu Chemii Biologicznej Wydziału Farmaceutycznego Uniwersytetu Paryskiego (Uniwersytet Paryski). W 1937 r. przyjęty został w poczet doktorów farmacji Uniwersytetów Francuskich. W latach 1936–1939 był naukowym współpracownikiem Encyklopedii Farmaceutycznej, której wydano 10 tomów z 30 planowanych, a której edycję przerwał wybuch II wojny światowej.
W 1939 r. został wraz z rodziną wysiedlony z Poznania przez Niemców.
Podczas II wojny światowej był żołnierzem AK, organizował i prowadził tajne nauczanie na terenie Rzeszowszczyzny. W 1944 r. założył i był dyrektorem gimnazjum w Błażowej k. Rzeszowa. W 1944 r, utworzył pierwszą Izbę Farmaceutyczną w Rzeszowie.
W latach 1944–1945 organizował służbę farmaceutyczną na terenie Polski. W 1944 r. otrzymał tytuł profesora akademickiego i współorganizował Uniwersytet Marii Curie-Skłodowskiej w Lublinie, a w 1945 utworzył na tym uniwersytecie, zorganizował i był kierownikiem 4-ech pierwszych jego zakładów. Był pierwszym dziekanem tego Wydziału (1945–1950). Kierował katedrą Chemii Farmaceutycznej i Zakładem Farmakodynamiki i Organopreparatów najpierw w ramach Uniwersytetu Marii Curie-Skłodowskiej (1945–1950), a następnie (do 1952) w ramach nowo utworzonej Akademii Medycznej w Lublinie.
W latach 1952–1965 był kierownikiem katedry Chemii Farmaceutycznej Akademii Medycznej w Łodzi. Stworzył tzw. łódzką szkołę analizy instrumentalnej środków leczniczych metodami elektrochemicznymi.
Był profesorem i kierownikiem zakładu Chemii Analitycznej Instytutu Leków w Warszawie (1965–1967).
Współorganizował (1966 r.) Wydział Weterynaryjny Wyższej Szkoły Rolniczej w Olsztynie (później Akademii Rolniczo-Technicznej), a następnie przekształconej w Uniwersytet Warmińsko-Mazurski w Olsztynie. W latach 1966–1967 był kierownikiem Zakładu Farmakologii na tym wydziale i w latach 1968–1972 był dyrektorem Instytutu Biologii Stosowanej Akademii Rolniczo-Technicznej w Olsztynie.
Nie należał nigdy do żadnej politycznej partii czy organizacji.
Spoczywa na cmentarzu komunalnym w Olsztynie (kwatera 15-14-3/4).

## Osiągnięcia naukowe
Był członkiem wielu towarzystw naukowych. Od 1932 r. był członkiem rzeczywistym Polskiego Towarzystwa Chemicznego, wieloletnim członkiem zarządu i wiceprezesem przez jedną kadencję. Od 1947 r. był członkiem rady naukowej Polskiej Akademii Umiejętności (z siedzibą w Krakowie). W latach 1957–1969 przewodniczył Komisji Farmakopei Polskiej IV. W latach 1954–1977 był członkiem komitetu redakcyjnego „Akta Poloniae Pharmaceutica”. Był przewodniczącym Rady naukowej Instytutu Leków w Warszawie (1964–1967).
Był autorem ponad 100 oryginalnych eksperymentalnych prac naukowych, licznych publikacji dotyczących leków. M.in. opublikował prace: „Leki stosowane w geriatrii”, „Odżywianie jako podstawowy czynnik w działaniu leków geriatrycznych” (1955 r.), „Sulfonamidy” (1956 r.), „Postępy w chemii leków” (1962 r.), „Analiza farmaceutyczna” (1964 r.) Wprowadził nowe metody badań leków z zastosowaniem manganobromometrii, kulometrii, prądów wysokiej częstotliwości. Oznaczał przenikalność elektryczną i momenty dipolowe substancji leczniczych (1931 r.). Był konstruktorem nowej aparatury do badań substancji leczniczych, oznaczał m.in. za pomocą prądów wysokiej częstotliwości stężenie glukozy i atropiny w ampułkach. Badał działanie przeciwrobaczne i przeciwbakteryjne nowych pochodnych sulfonamidów. Podał metodę kulometryczną otrzymywania tych pochodnych (chloro-, bromo-, diazosulfonamidów).
Był twórcą nowoczesnego programu studiów farmaceutycznych (1946 r.). Referował swoje prace na wielu posiedzenia towarzystw naukowych, konferencjach takich jak: Zjazd Lekarzy i Przyrodników Polskich w Poznaniu w 1933 r. i Lwowie w 1937 r., na Zjazdach Chemików Polskich (III we Lwowie w 1933 r., IV w Wilnie w 1938 r.), Zjeździe Fizyków Polskich w Krakowie (1934 r.), na Międzynarodowej Konferencji Farmacji w Brukseli w 1935 r., na posiedzeniu naukowym Societe de Pharmacie de Paris w 1937 r.
Prace powojenne publikowały takie czasopisma fachowe jak: Farmacja Polska, Przegląd Zielarski, Przemysł Chemiczny, Acta Poloniae Pharmaceutica, Roczniki Chemii, Chemia Analityczna, Informator PAN.
W 1964 r. otrzymał nagrodę indywidualną I stopnia Ministerstwa Zdrowia i Opieki Społecznej.

## Ordery i odznaczenia
- Krzyż Oficerski Orderu Odrodzenia Polski (1974)
- Krzyż Kawalerski Orderu Odrodzenia Polski (1956)
- Złoty Krzyż Zasługi (8 sierpnia 1946)[3]
- Medal 30-lecia Polski Ludowej (1974)
- Medal 10-lecia Polski Ludowej (13 stycznia 1955)[4]
- Złota Odznaka honorowa „Zasłużony dla Warmii i Mazur” (1975)
- Srebrny Medal im. H. Święcickiego (1933) nadany przez Uniwersytet Poznański za prace naukowe
- Medal „Zasłużony dla Akademii Medycznej w Lublinie” (pośmiertnie, 1995), przyznany przez Rektora i Senat Akademii Medycznej w Lublinie
- Medal im. I. Łukasiewicza (24 sierpnia 1967)  za wybitne zasługi dla Farmacji Polskiej nadany w dniu otwarcia VIII Naukowego Zjazdu Polskiego Towarzystwa Farmaceutycznego w Lublinie
- Medal „Nauka w służbie ludu” (1974)
- Medal Pamiątkowy z okazji 25-lecia Akademii Rolniczo-Technicznej w Olsztynie (1975)
- Honorowa Odznaka Akademii Medycznej w Lublinie (1975)

## Upamiętnienie
W 1977 jednej z ulic Olsztyna nazwano imieniem prof. dr Kazimierza Kalinowskiego.